# ZNF655
ZNF655‏ (Zinc finger protein 655) هوَ بروتين يُشَفر بواسطة جين ZNF655 في الإنسان.